# Luca Paolini
Luca Paolini (Milà, 17 de gener de 1977) és un ciclista italià, professional des del 2002.
Les seves principals victòries són una etapa a la Volta a Espanya de 2006 i una altra al Giro d'Itàlia de 2013. El 2004 guanyà la medalla de bronze al Campionat del Món de ciclisme.
Al Tour de França de 2015, va donar positiu en cocaïna en un control de la 4a etapa, i va ser exclòs de la cursa i de l'equip. El desembre del mateix any va reconèixer la seva dependència a conseqüència a la seva addició als somnífers.

## Palmarès
- 1998
  - 1r al Giro del Canavese
- 1999
  - 1r al Gran Premi de Poggiana
  - 1r al Trofeu Ciutat de Brescia
- 2000
  - Vencedor d'una etapa de la Volta a l'Argentina
  - Vencedor d'una etapa del Tour de Normandia
  - Vencedor d'una etapa del Tour de l'Avenir
  - Vencedor de la Classificació de la muntanya de la Volta a Dinamarca
- 2001
  - 1r al Gran Premi de Lugano
- 2002
  - 1r al Giro del Piemont
- 2003
  - 1r al Gran Premi Bruno Beghelli
- 2004
  - 1r a la Fletxa Brabançona
  -  Medalla de bronze al Campionat del Món de ciclisme
- 2005
  - Vencedor de 2 etapes del Tour of Britain
  - Vencedor d'una etapa del Tour de Valònia
- 2006
  - 1r al Gran Premi de la ciutat de Camaiore
  - Vencedor d'una etapa de la Volta a Espanya
- 2007
  - Vencedor d'una etapa dels Tres dies de De Panne
- 2008
  - 1r al Trofeu Laigueglia
  - 1r a la Coppa Placci
- 2009
  - 1r a la Coppa Bernocchi
  - Vencedor d'una etapa de la Settimana Ciclistica Lombarda
- 2013
  - 1r a l'Omloop Het Nieuwsblad
  - Vencedor d'una etapa Giro d'Itàlia
- 2015
  - 1r a la Gant-Wevelgem

### Resultats al Tour de França
- 2003. 69è de la classificació general
- 2006. 100è de la classificació general
- 2012. 108è de la classificació general
- 2014. 136è de la classificació general
- 2015. Exclòs (8a etapa)

### Resultats a la Volta a Espanya
- 2004. Abandona (19a etapa)
- 2006. Abandona (16a etapa). Vencedor d'una etapa
- 2011. 135è de la classificació general
- 2013. 107è de la classificació general

### Resultats al Giro d'Itàlia
- 2013. 59è de la classificació general. Vencedor d'una etapa.  Porta el mallot rosa durant 4 etapes
- 2014. 111è de la classificació general
- 2015. 111è de la classificació general